# Geneva-on-the-Lake, Ohio
Geneva-on-the-Lake là một làng thuộc quận Ashtabula, tiểu bang Ohio, Hoa Kỳ. Năm 2010, dân số của làng này là 1288 người.

## Dân số
- Dân số năm 2000: 1545 người.
- Dân số năm 2010: 1288 người.